# Victoria Loukianetz
Victoria Loukianetz (ukrainien : Вікторія Лук'янець), née le 20 novembre 1966 à Kiev, est une soprano et chanteuse d'opéra d'origine ukrainienne.

## Biographie
Victoria Loukianetz est diplômée en chant solo de l'Institut R. Glier de Kiev en 1984. De 1984 à 1989, elle intègre l'Académie de musique Tchaïkovski de Kiev. Elle mène une carrière active en interprétant des rôles principaux à l'Opéra d'État de Vienne, à La Scala et dans d'autres opéras européens. Elle s'est également produite dans des rôles principaux au Metropolitan Opera de New York,.
En 1989, Victoria Loukianetz devient soliste de l'Opéra national d'Ukraine. En 1994, elle devient soliste à l'Opéra d'État de Vienne, et se spécialise dans les rôles de bel canto, notamment les premiers rôles de soprano dans Linda di Chamounix, I puritani, La traviata, Rigoletto, L'elisir d'amore, Le Barbier de Séville et La Flûte enchantée,. À partir de décembre 1995, elle fait ses débuts à La Scala de Milan,.
Depuis 2007, Victoria Loukianetz intervient comme professeur de chant d'opéra au Vienna Music Seminar. De 2010 à 2020, elle est professeure de chant d'opéra et voix solo au Conservatoire de musique et d'art dramatique Prayner de Vienne. Depuis 2012, elle officie comme professeure de chant lors de Master Classes d'opéra en Italie, au Japon et en Ukraine.
En 2011, Victoria Loukianetz devient docteure honoraire à l'Académie nationale des sciences d'Ukraine. En 2018, elle est nommée professeure honoraire de l'Institut Grinchenko de Kiev.

## Collaborations
Victoria Loukianetz participe à de nombreux concerts et récitals dans le monde entier. Elle partage notamment la scène avec Luciano Pavarotti, Franco Zeffirelli, José Carreras, Riccardo Muti, Placido Domingo, Giuseppe Sabbatini, Agnes Baltsa, Hans Gratzer, August Everding (de), Hans Neuenfels, Marcello Viotti, Leo Nucci ou encore Renato Bruson.

## Reconnaissance
En 1999, Victoria Loukianetz reçoit le titre de "Personne de l'année" dans la catégorie "Culture et Art". En 2001, elle se voit décerner le titre d'artiste du peuple de l'Ukraine.